# Прйома
Прйома (пол. Prioma) — село в Польщі, у гміні Плосьниця Дзялдовського повіту Вармінсько-Мазурського воєводства.
Населення — 191 особа (2011).

## Демографія
Демографічна структура станом на 31 березня 2011 року:
|          | Загалом | Допрацездатний вік | Працездатний вік | Постпрацездатний вік |
| -------- | ------- | ------------------ | ---------------- | -------------------- |
| Чоловіки | 97      | 22                 | 65               | 10                   |
| Жінки    | 94      | 20                 | 55               | 19                   |
| Разом    | 191     | 42                 | 120              | 29                   |